# العلاقات الأنغولية الكورية الجنوبية
العلاقات الأنغولية الكورية الجنوبية هي العلاقات الثنائية التي تجمع بين أنغولا وكوريا الجنوبية.

## مقارنة بين البلدين
هذه مقارنة عامة ومرجعية للدولتين:
| وجه المقارنة                                              | أنغولا           | كوريا الجنوبية                                                          |
| --------------------------------------------------------- | ---------------- | ----------------------------------------------------------------------- |
| المساحة (كم2)                                             | 1.25 مليون       | 100.30 ألف                                                              |
| عدد السكان (نسمة)                                         | 29.78 مليون      | 51.47 مليون                                                             |
| الكثافة السكانية (ن./كم²)                                 | 23.82            | 513.16                                                                  |
| العاصمة                                                   | لواندا           | سول                                                                     |
| اللغة الرسمية                                             | اللغة البرتغالية | اللغة الكورية                                                           |
| العملة                                                    | كوانزا أنغولي    | وون كوري جنوبي                                                          |
| الناتج المحلي الإجمالي (بليون دولار)                      | 124.21 مليار     | 1.53 تريليون                                                            |
| الناتج المحلي الإجمالي (تعادل القوة الشرائية) بليون دولار | 184.83 مليار     | 1.75 تريليون                                                            |
| الناتج المحلي الإجمالي الاسمي للفرد دولار أمريكي          | 4.10 ألف         | 27.22 ألف                                                               |
| الناتج المحلي الإجمالي للفرد دولار أمريكي                 |                  |                                                                         |
| مؤشر التنمية البشرية                                      | 0.533            | 0.901                                                                   |
| رمز المكالمات الدولي                                      | +244             | +82                                                                     |
| رمز الإنترنت                                              | .ao              | .kr                                                                     |
| المنطقة الزمنية                                           | ت ع م+01:00      | توقيت كوريا الجنوبية، ت ع م+09:00، آسيا/سيول ‏، ت ع م+08:00، ت ع م+08:30 |

## منظمات دولية مشتركة
يشترك البلدان في عضوية مجموعة من المنظمات الدولية، منها:
| علم المنظمة | اسم المنظمة                        | تاريخ انضمام أنغولا | تاريخ انضمام كوريا الجنوبية |
| ----------- | ---------------------------------- | ------------------- | --------------------------- |
|             | البنك الإفريقي للتنمية             | ?                   | ?                           |
|             | منظمة الشرطة الجنائية الدولية      | ?                   | ?                           |
|             | منظمة التجارة العالمية             | ?                   | ?                           |
|             | منظمة حظر الأسلحة الكيميائية       | ?                   | ?                           |
|             | مؤسسة التمويل الدولية              | 19 سبتمبر 1989      | 16 مارس 1964                |
|             | يونسكو                             | 11 مارس 1977        | 14 يونيو 1950               |
|             | البنك الدولي للإنشاء والتعمير      | 19 سبتمبر 1989      | 26 أغسطس 1955               |
|             | مؤسسة التنمية الدولية              | 19 سبتمبر 1989      | 18 مايو 1961                |
|             | الأمم المتحدة                      | 1 ديسمبر 1976       | 17 سبتمبر 1991              |
|             | وكالة ضمان الاستثمار متعدد الأطراف | 19 سبتمبر 1989      | 12 أبريل 1988               |
|             | الاتحاد البريدي العالمي            | ?                   | ?                           |

## وصلات خارجية
- موقع وزارة الخارجية الأنغولية
- موقع وزارة الخارجية الكورية الجنوبية